# Velîka Șkarivka, Șepetivka
Velîka Șkarivka (în ucraineană Велика Шкарівка) este localitatea de reședință a comunei Velîka Șkarivka din raionul Șepetivka, regiunea Hmelnîțkîi, Ucraina.

## Demografie
Componența lingvistică a localității Velîka Șkarivka
     Ucraineană (99,47%)
     Alte limbi (0,52%)
Conform recensământului din 2001, majoritatea populației localității Velîka Șkarivka era vorbitoare de ucraineană (99,47%), existând în minoritate și vorbitori de alte limbi.